# Sabina Kogovšek
Sabina Kogovšek, slovenska igralka, * 11. julij 1974, Ljubljana.

## Življenjepis
Sabina Kogovšek je stalna članica ansambla SNG Drama Ljubljana. Je diplomirana dramska igralka, nagrajena s študentsko Prešernovo nagrado.
Kot svobodnjakinja je gostovala v domala vseh slovenskih gledališčih, večkrat v gledališču Koper, gledališču Ptuj in v Slovenskem mladinskem gledališču. S Špas teatrom je prvič sodelovala v predstavi Mišolovka Agathe Christie v režiji Vita Tauferja.
Poleg gledališča redno sodeluje s kulturno-umetniškim programom Radia Slovenija, posoja glas številnim animiranim junakom risanih serij na TV Slovenija, sinhronizira celovečerne risane filme (Mišek Stuart, Garfield, Planet 51) in je glas številnih televizijskih in radijskih oglasov.
Igrala je v celovečercu Na planincah, Prehod, kratkem filmu Lora in njeni moški, humoristični nanizanki Naša mala klinika, Hotel poldruga zvezdica in študentskih filmih.
Zanimajo pa jo tudi druga področja ustvarjanja, od tod sodelovanje z Aleksandrom Mežkom pri zgoščenki Žeronška koreta, pa glasbeni projekt za otroke Princeska Mila, sodelovanje s krakovsko funky rock skupino WU HAE v mednarodnem gledališkem projektu Nočni azil in pravljičarstvo z ekipo Za dva groša fantazije Radia Študent.
Poročena je bila s slovenskim režiserjem in igralcem Jurijem Zrnecem, s katerim ima hčerki Leni in Lolo. V zvezi je z igralcem Jernejem Čampeljem, s katerim je marca 2017 dobila hčerko Mino.

## Vloge

### Gledališke vloge
- 2000 – Nevarna razmerja, r. Andreja Kovač, Drama SNG Maribor
- 2002 – Princeska in čarodej, r. Miha Alujevič, Gledališče Ptuj
- 2002 – Romeo in Julija, r. Dušan Jovanović, Ljubljanska Dramam
- 2002 – Mišolovka, r. Vito Taufer, Špas teater Mengeš
- 2002 – Tamala, Pavilijoni ali kam grem, od kod prihajam in kaj je za večerjo, r. Jaka Ivanc, AGRFT Ljubljana
- 2002 – Zaročenka, Prostitutk, Kadega di Santa Croce, r. Andreja Kovač, AGRFT, Ljubljana
- 2003 – Hortenzija, r. Dušan Jovanović, Gledališče Koper
- 2004 – Tamala, Kupka, Rozi 2, Mala prodajalna groze, r. Katja Pegan, Gledališče Koper
- 2004 – Pod svobodnim soncem, r. Dejan Sarič, Gledališče Koper
- 2007 – Orgonova hči, zaljubljena v Valèra, r. Dušan Jovanović, Ljubljanska Drama

### Televizijske vloge
- Moji, tvoji, najini (2011–2012, RTV Slovenija) - vloga akviziterke Mance
- Naša mala klinika - vloga Katje
- Skrito v raju (2024, POP TV) - vloga Julije Steiner Kramarič

### Nagrade
- 2002 – akademijska Prešernova nagrada AGRFT: Kris Pigott – Hoja po jajčnih lupinah (AGRFT)
- 2000 – zlatolaska za glavno žensko vlogo AGRFT: Hannah Jarvis – Stoppard Arkadija (AGRFT)[4]